# Női 1 méteres műugrás a 2022-es úszó-Európa-bajnokságon
A 2022-es úszó-Európa-bajnokságon a műugrás női 1 méteres versenyszámának selejtezőjét augusztus 16-án délben, a döntőjét pedig délután rendezték meg a római Foro Italicóban.
A hazai közönség előtt szereplő Elena Bertocchi megvédte címét a női műugrók egyméteres versenyében, míg a második helyen a svéd Emma Gullstrand végzett, a dobogó harmadik fokára, a szintén olasz Chiara Pellacani állhatott fel. Ugyanakkor a 25 esztendős, magyar színekben versenyző Mosena Estilla a 23. helyen zárt a 24 fő mezőnyben, így nem jutott tovább a selejtezőjéből.

## Versenynaptár
Az időpont(ok) helyi idő szerint olvashatóak (UTC +01:00):
| Dátum                     | Időpont | Forduló   |
| ------------------------- | ------- | --------- |
| 2022. augusztus 16., kedd | 12:00   | Selejtező |
| 2022. augusztus 16., kedd | 15:10   | Döntő     |

## Eredmény
Zölddel kiemelve a döntőbe jutottak
| #   | Versenyző              | Ország                   | Selejtező | Selejtező | Döntő   | Döntő  |
| #   | Versenyző              | Ország                   | Rangsor   | Pontok    | Rangsor | Pontok |
| --- | ---------------------- | ------------------------ | --------- | --------- | ------- | ------ |
|     | Elena Bertocchi        | Olaszország (ITA)        | 256,65    | 1.        | 264,25  | 1.     |
|     | Emma Gullstrand        | Svédország (SWE)         | 240,15    | 7.        | 259,65  | 2.     |
|     | Chiara Pellacani       | Olaszország (ITA)        | 254,25    | 2.        | 259,05  | 3.     |
| 4.  | Jette Müller           | Németország (GER)        | 228,00    | 9.        | 248,05  | 4.     |
| 5.  | Emilia Nilsson Garip   | Svédország (SWE)         | 242,25    | 6.        | 243,90  | 5.     |
| 6.  | Yasmin Harper          | Egyesült Királyság (GBR) | 243,00    | 5.        | 242,20  | 6.     |
| 7.  | Michelle Heimberg      | Svájc (SUI)              | 250,50    | 3.        | 240,45  | 7.     |
| 8.  | Daphne Wils            | Hollandia (NED)          | 245,15    | 4.        | 235,75  | 8.     |
| 9.  | Naïs Gillet            | Franciaország (FRA)      | 225,45    | 11.       | 229,25  | 9.     |
| 10. | Hanna Arnautova        | Ukrajna (UKR)            | 225,80    | 10.       | 228,10  | 10.    |
| 11. | Clare Cryan            | Írország (IRL)           | 230,40    | 8.        | 227,75  | 11.    |
| 12. | Madeline Coquoz        | Svájc (SUI)              | 222,80    | 12.       | 221,95  | 12.    |
|     |                        |                          |           |           |         |        |
| 13. | Caroline Kupka         | Norvégia (NOR)           | 217,95    | 13.       |         |        |
| 14. | Saskia Oettinghaus     | Németország (GER)        | 216,90    | 14.       |         |        |
| 15. | Rocío Velázquez Rodan  | Spanyolország (ESP)      | 216,55    | 15.       |         |        |
| 16. | Aleksandra Błażowska   | Lengyelország (POL)      | 210,95    | 16.       |         |        |
| 17. | Anne Vilde Tuxen       | Norvégia (NOR)           | 210,90    | 17.       |         |        |
| 18. | Laura Valore           | Dánia (DEN)              | 208,35    | 18.       |         |        |
| 19. | Džeja Delanija Patrika | Lettország (LAT)         | 202,95    | 19.       |         |        |
| 20. | Scarlett Mew Jensen    | Egyesült Királyság (GBR) | 198,35    | 20.       |         |        |
| 21. | Amelie Enya Forster    | Románia (ROU)            | 191,25    | 21.       |         |        |
| 22. | Lauren Hallaselkä      | Finnország (FIN)         | 182,20    | 22.       |         |        |
| 23. | Mosena Estilla         | Magyarország (HUN)       | 181,80    | 23.       |         |        |
|     | Kaja Skrzek            | Lengyelország (POL)      | DNF       | DNF       | DNF     | DNF    |

## Megjegyzés
1. ↑  A második sorozatot követően feladta.[7]